# Solheim Cup
De Solheim Cup is een golfwedstrijd tussen teams van Europese en Amerikaanse vrouwelijke golfprofessionals.
De wedstrijd is mede tot stand gekomen op initiatief van de Noorse emigrant Karsten Solheim, de grondlegger van een van de grootste golfmateriaalfabrikanten in de Verenigde Staten. De Solheim Cup wordt sinds 1990 om de twee jaar gespeeld, om de beurt in de Verenigde Staten en Europa. De wedstrijd is de tegenhanger van de Ryder Cup voor mannenteams en vindt plaats in het jaar dat er geen Ryder Cup is.

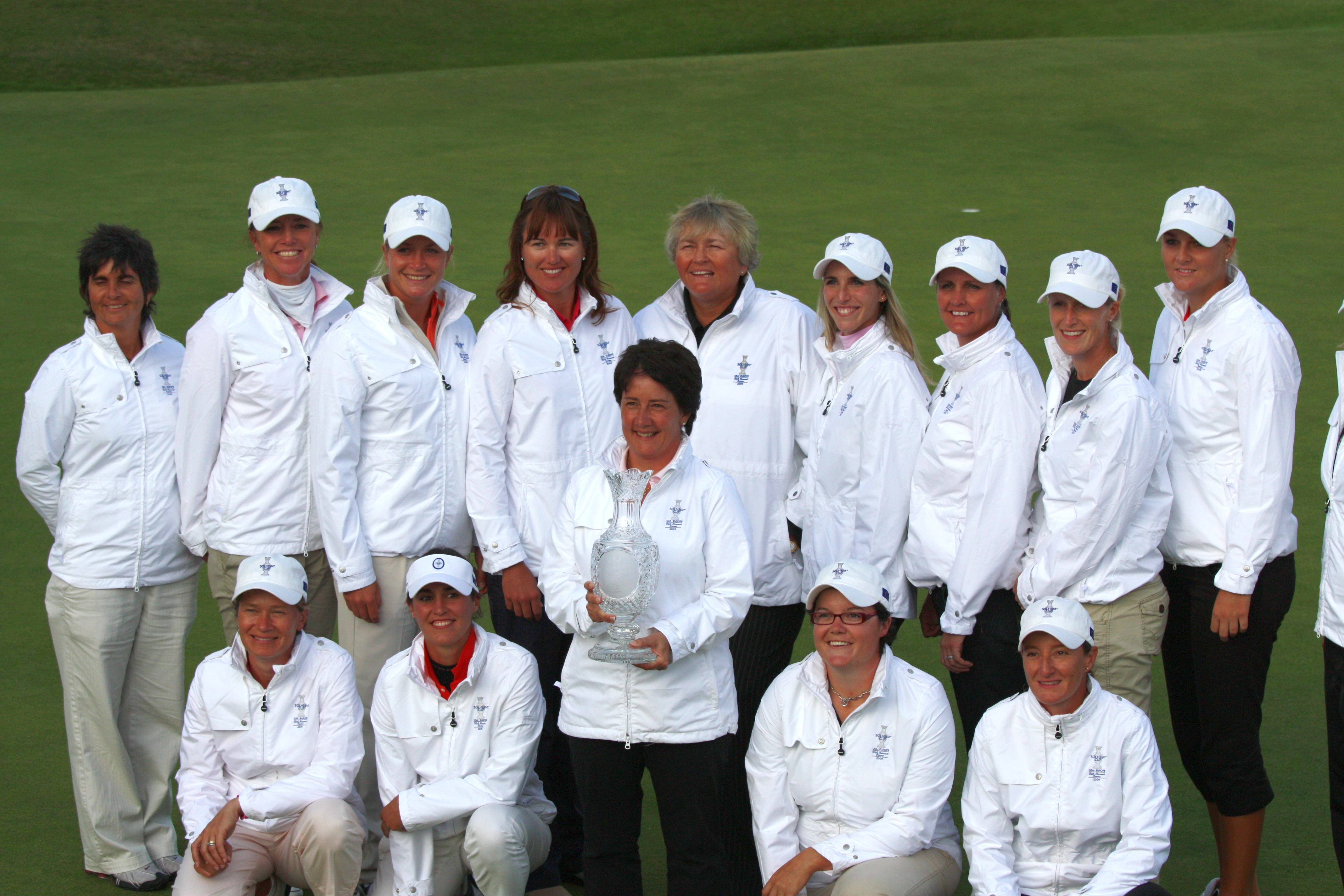
Europees team 2009

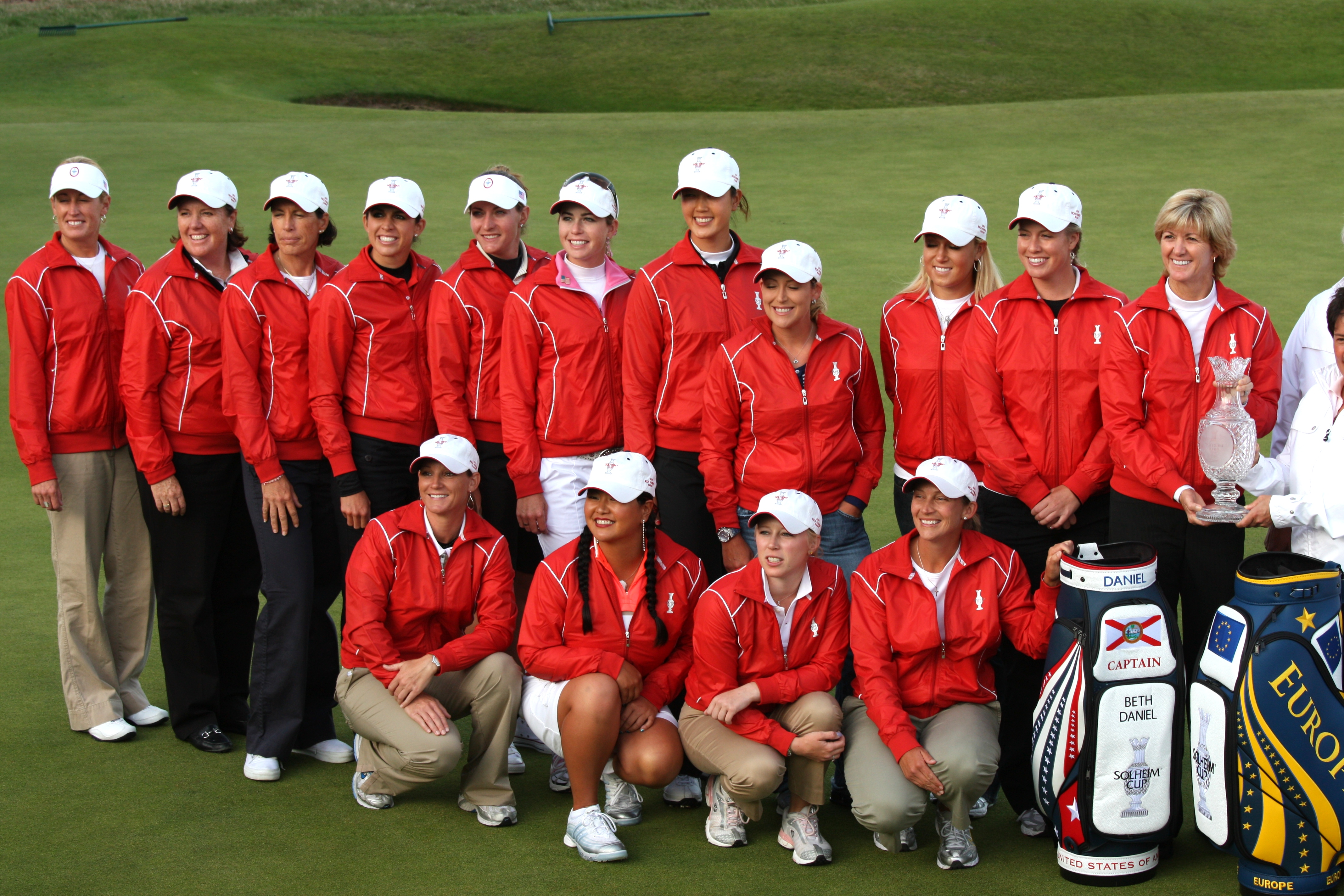
Amerikaans team 2009

## Formule
Het toernooi bestaat uit 4 wedstrijden, drie daarvan worden in teamverband gespeeld, de laatste serie wordt in single matches gespeeld. Dag 1 spelen 4 koppels 's ochtends een foursome, 's middags een fourball, dag 2 spelen 4 koppels wederom 's morgens een foursome en 's middags een fourball. Op dag 3 spelen alle 12 speelsters een single.

## Resultaten
| Jaar | Plaats                                        | Winnaar | Winnaar | Verliezer | Verliezer |
| ---- | --------------------------------------------- | ------- | ------- | --------- | --------- |
| 1990 | Lake Nona Golf Club, Florida                  | USA     | 11½     | Europa    | 4½        |
| 1992 | Dalmahoy Hotel Golf & CC, Schotland           | Europa  | 11½     | USA       | 6½        |
| 1994 | The Greenbrier, West Virginia                 | USA     | 13      | Europa    | 7         |
| 1996 | Marriott St Pierre Golf, Wales                | USA     | 17      | Europa    | 11        |
| 1998 | Muirfield Village Golf Club, Ohio             | USA     | 16      | Europa    | 12        |
| 2000 | Loch Lomond Golf Club, Schotland              | Europa  | 14½     | USA       | 11½       |
| 2002 | Interlachen Country Club, Minnesota           | USA     | 15½     | Europa    | 12½       |
| 2003 | Barsebäck G&CC, Zweden                        | Europa  | 17½     | USA       | 10½       |
| 2005 | Crooked Stick Golf Club, Indiana              | USA     | 15½     | Europa    | 12½       |
| 2007 | Halmstad Golf Club, Zweden                    | USA     | 16      | Europa    | 12        |
| 2009 | Rich Harvest Farms, Illinois                  | USA     | 16      | Europa    | 12        |
| 2011 | Killeen Castle, Ierland                       | Europa  | 15      | USA       | 13        |
| 2013 | Colorado Golf Club, Parker                    | Europa  | 18      | USA       | 10        |
| 2015 | Golf Club St. Leon-Rot, Germany, St. Leon-Rot | USA     | 14,5    | Europa    | 13,5      |
| 2017 | Des Moines Golf and Country Club, Iowa, USA   | USA     | 16,5    | Europa    | 11,5      |

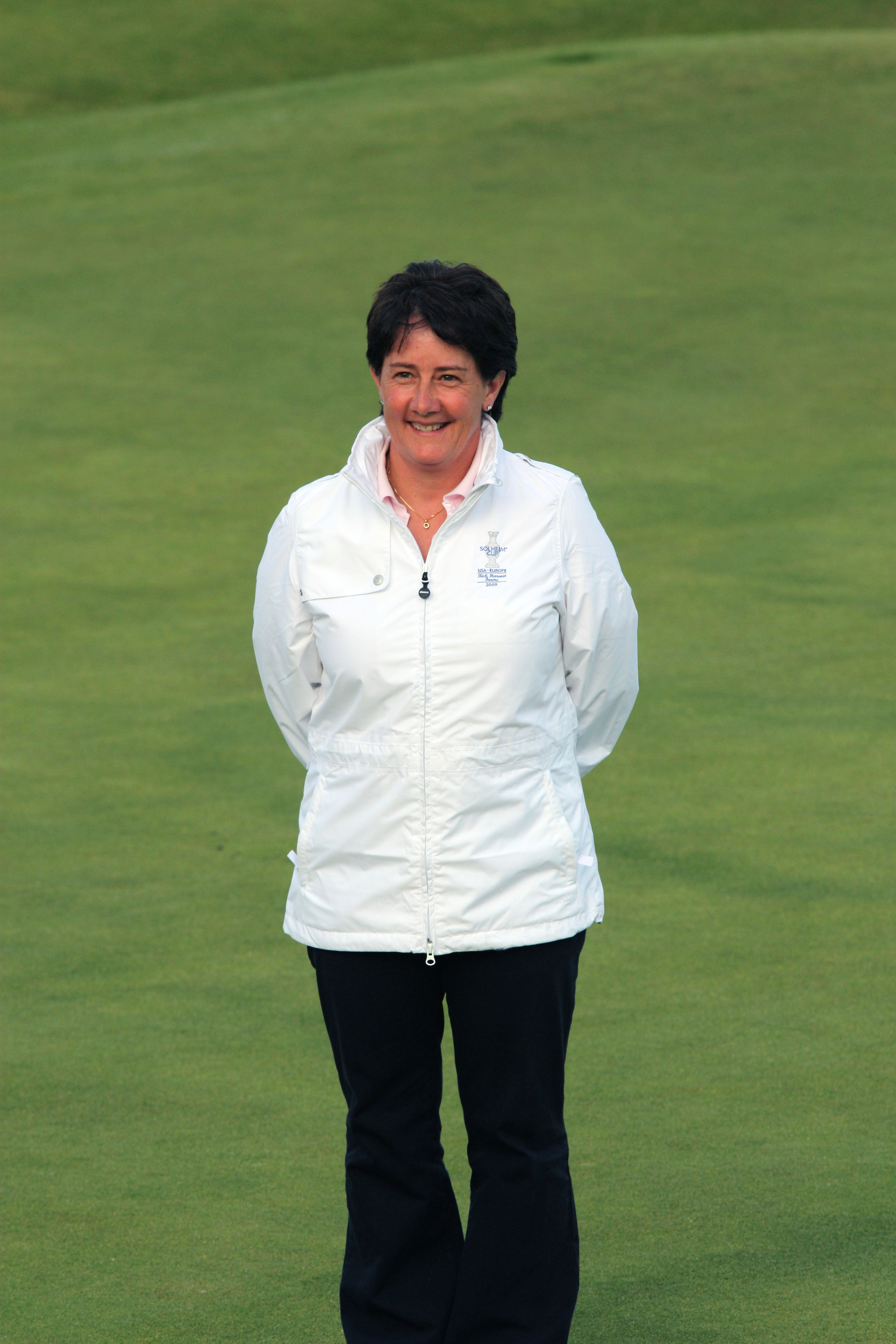
Alison Nicholas, captain van het Europese team in 2009 en 2011

De versie voor meisjes wordt de Junior Solheim Cup genoemd.

## De teams
De teams worden samengesteld door speelsters die zich ervoor kwalificeren en speelsters die een wildcard van de captain krijgen.
In 2000 was Dale Reid de captain van het Europese team dat de Solheim Cup terug won. Haar team bestond uit zes Zweedse speelsters, 4 Britse, een Spaanse en een Franse speelster. De eerste teams bestonden uit 10 speelsters, in 1996 werden de teams uitgebreid tot 12 speelsters.

#### 1990
- : Helen Alfredsson, Laura Davies, Marie-Laure de Lorenzi, Trish Johnson, Liselotte Neumann, Alison Nicholas, Dale Reid, Pam Wright, captain Mickey Walker
- : Pat Bradley, Beth Daniel, Cathy Gerring, Rosie Jones, Betsy King, Nancy Lopez, Dottie Mochrie, Patty Sheehan, captain Kathy Whitworth

#### 1992
- : Helen Alfredsson, Laura Davies, Florence Descampe, Trish Johnson, Liselotte Neumann, Alison Nicholas, Dale Reid, Pam Wright, captain Mickey Walker
- : Danielle Ammaccapane, Pat Bradley, Beth Daniel, Juli Inkster, Betsy King, Mag Mallon, Dottie Mochrie, Patty Sheehan, captain Kathy Whitworth

#### 1994
- : Helen Alfredsson, Laura Davies, Lora Fairclough, Trish Johnson, Liselotte Neumann, Alison Nicholas, Catrin Nilsmark, Dale Reid, Annika Sörenstam, Pam Wright, captain Mickey Walker
- : Donna Andrews, Brandie Burton, Beth Daniel, Tammie Green, Betsy King, Meg Mallon, Dottie Mochrie, Kelly Robbins, PAtty SHeenan, Sherri Steinhauer, captain JoAnne Carner

#### 1996
- : Helen Alfredsson, Laura Davies, Marie-Laure de Lorenzi, Lisa Hackney, Trish Johnson, Kathryn Marshall, Joanne Morley, Liselotte Neumann, Alison Nicholas, Catrin Nilsmark, Dale Reid, Annika Sörenstam, captain Mickey Walker
- : Pat Bradley, Brandie Burton, Beth Daniel, Jane Geddes, Rosie Jones, Betsy King, Meg Mallon, Michelle McGann, Dottie Pepper, Kelly Robbins, Spatty Sheenan, Val Skinner, captain Judy Rankin

#### 1998
- : Helen Alfredsson, Laura Davies, Marie-Laure de Lorenzi, Sophie Gustafson, Lisa Hackney, Trish Johnson, Catriona Matthew, Liselotte Neumann, Alison Nicholas, Catrin Nilsmark, Annika Sörenstam, Charlotta Sörenstam, captain Pia Nilsson
- : Donna Andrews, Brandie Burton, Tammie Green, Pat Hurst, Juli Inkster, Chris Johnson, Rosie Jones, Betsy King, Meg Mallon, Dottie Pepper, Kelly Robbins, Sherri Steinhauer, captain Judy Rankin

#### 2000
- : Helen Alfredsson, Raquel Carriedo, Laura Davies, Sophie Gustafson, Trish Johnson, Carin Koch, Patricia Meunier - Lebouc, Janice Moodie, Liselotte Neumann, Alison Nicholas, Catrin Nilsmark, Annika Sörenstam, captain Dale Reid
- : Brandie Burton, Beth Daniel, Pat Hurst, Juli Inkster, Becky Iverson, Rosie Jones, Meg Mallon, Dottie Pepper, Michele Redman, Kelly Robbins, Nancy Scranton, Sherri Steinhauer, captain Pat Bradley, ass.captain Jane Geddes

#### 2002
- : Helen Alfredsson, Raquel Carriedo, Laura Davies, Sophie Gustafson, Maria Hjorth, Karine Icher, Carin Koch, Paula Marti, Mhairi McKay, Suzann Pettersen, Annika Sörenstam, Iben Tinning, captain Dale Reid, ass.captain Pam Wright
- : Beth Daniel, Laura Diaz, Pat Hurst, Juli Inkster, Rosie Jones, Cristie Kerr, Emilee Klein, Kelli Kuehne, Meg Mallon, Michelle Redman, Kelly Robbins, Wendy Ward, captain Patty Sheehan, ass.captain JAne Geddes

#### 2003
- : Laura Davies, Elisabeth Esterl, Sophie Gustafson, Carin Koch, Patricia Meunier-Lebouc, Catriona Matthew, Mhairi McKay, Janice Moodie, Suzann Pettersen, Ana-Belen Sanchez, Annika Sörenstam, Iben Tinning, captain Catrin Nilsmark
- : Heather Bowie, Beth Daniel, Laura Diaz, Juli Inkster, Rosie Jones, Cristie Kerr, Kelli Kuehne, Meg Mallon, Michele Redman, Kelly Robbins, Angela Stanford, Wendy Ward, captain Patty Sheenan

#### 2005
- : Laura Davies, Sophie Gustafson, Maria Hjorth, Trish Johnson, Carin Koch, Ludivine Kreutz, Catriona Matthew, Alison Nicholas, Gwladys Nocera, Suzann Pettersen, Annika Sörenstam, Karen Stupples, Iben Tinning, captain Catrin Nilsmark
- : Donna Caponi, Paula Creamer, Beth Daniel, Laura Diaz, Nathalie Gulbis, Pat Hurst, Juli Inkster, Rosie Jones, Cristie Kerr, Christina Kim, Meg Mallon, Michele Redman, Wendy Ward, captain Nancy Lopez

#### 2007
- : Becky Brewerton, Laura Davies, Sophie Gustafson, Bettina Hauert, Maria Hjorth, Trish Johnson, Marie-Laure de Lorenzi, Catriona Matthew, Gwladys Nocera, Suzann Pettersen, Annika Sörenstam, Iben Tinning, Linda Wessberg, captain Helen Alfredsson
- : Nicole Castrale, Paula Creamer, Beth Daniel, Laura Diaz, Nathalie Gulbis, Pat Hurst, Juli Inkster, Cristie Kerr, Brittany Lincicome, Stacy Prammanasudh, Morgan Pressel, Angela Stanford, Sherri Steinhauer, captain Betsy King

#### 2009
- : Helen Alfredsson, Becky Brewerton, Laura Davies, Tania Elosegui, Sophie Gustafson, Maria Hjorth, Diana Luna, Catriona Matthew, Janice Moodie, Gwladys Nocera, Anna Nordqvist, Suzann Pettersen, captain Alison Nicholas
- : Nicole Castrale, Paula Creamer, Nathalie Gulbis, Juli Inkster, Cristie Kerr, Christina Kim, Brittany Lang, Brittany Lincicome, Kristy McPherson, Morgan Pressel, Angela Stanford en Michelle Wie, captain Beth Daniel, ass.captain Meg Mallon & Kelly Robbins

#### 2011
- : Christel Boeljon, Laura Davies, Sandra Gal, Sophie Gustafson, Caroline Hedwall, Maria Hjorth, Catriona Matthew, Azahara Munoz, Anna Nordquist, Suzann Pettersen, Melissa Reid, Karen Stupples, captain Alison Nicholas, vice-captains Joanne Morley en Annika Sorenstam
- : Paula Creamer, Vicky Hurst, Juli Inkster, Cristie Kerr, Christina Kim, Brittany Lang, Stacy Lewis, Brittany Lincicome, Ryann O'Toole, Morgan Pressel, Angela Stanford, Michelle Wie, captain Rosie Jones,  ass.captain Meg Mallon

#### 2013
- : Carlota Ciganda, Jodi Ewart-Shadoff, Charley Hull (jongste deelnemer ooit), Caroline Hedwall, Karine Icher, Caroline Masson, Catriona Matthew, Azahara Munoz, Anna Nordqvist, Suzann Pettersen, Beatriz Recari, Giulia Sergas en  Liselotte Neumann (captain)
- : Paula Creamer, Cristie Kerr, Jessica Korda, Brittany Lang, Stacy Lewis, Brittany Lincicome, Gerina Piller, Morgan Pressel, Lizette Salas, Angela Stanford, Lexi Thompson, Michelle Wie en Meg Mallon (captain)